# Upplands runinskrifter 383
Upplands runinskrifter 383, nederst på bilden, är ett vikingatida runstensfragment av röd sandsten som funnits i Sigtuna kyrka, Sigtuna och Sigtuna kommun. Stenen fanns på 1600-talet, tillsammans med U 382 (överst på bilden) och U 395 (i mitten på bilden), i kyrkans sakristia. Senare har den blivit inlagd i kyrkans golv. Från 1888 finns fragmentet på SHM.

## Inskriften
Translitterering av runraden:
...--... ...--(i)(n)